# Antonio Pujol
Abel Antonio Pujol Jiménez (* 13. April 1913 in Chalco de Díaz Covarrubias; † 22. September 1995 in Mexiko-Stadt) war ein mexikanischer Maler des Muralismo.

## Biografie
Pujol war Sohn eines aus Andratx stammenden Einwanderers und Landwirts namens Antonio Pujol Martorell und einer mexikanischen Mutter. Er wuchs in landwirtschaftlichem Umfeld auf. 1929 ging er nach Mexiko-Stadt und absolvierte die künstlerische Ausbildung an der Escuela Nacional de Bellas Artes. 1933 wurde er Mitglied der frisch gegründeten Liga de Escritores y Artistas Revolucionarios. Gemeinsam mit anderen Künstlern malte er seine ersten Wandbilder auf dem  Mercado Abelardo Rodriguez in der mexikanischen Hauptstadt. Nach der Teilnahme am ersten panamerikanischen Künstlerkongress gegen Krieg und Faschismus (Primer Congreso Panamericano de Artistas Contra la Guerra y el Fascismo) in New York City blieb er 1936 mit David Alfaro Siqueiros, Luis Arenal und dem Bolivianer Roberto Berdecio einige Zeit in der Stadt und organisierte dort einen experimentellen Kunstworkshop. 1937 schloss er sich den Internationalen Brigaden im Spanischen Bürgerkrieg an. Nach der Rückkehr in sein Heimatland war er in der Taller de Gráfica Popular aktiv und malte mit anderen am Wandbild des Bürogebäudes des Sindicato de Trabajadores Electricistas. Pujol war Mitglied der Partido Comunista Mexicano, er beteiligte sich im Mai 1940 an dem fehlgeschlagenen Attentat auf den Exilanten Leo Trotzki. Noch im selben Jahr ging er nach Montevideo, wo er seine Frau Ada Canabe Nalerio kennenlernte. 1960 kehrte er zurück nach Mexiko. 1963 verstarb sein Vater.

## Werke (Auswahl)
- Los alimentos y los problemas del obrero, Wandbild in Mexiko-Stadt (1934–1935)
- Fray Servando y Javier Mina, Grafik